# Gyburc
Gyburc (auch Gyburg) ist eine Figur aus der mittelalterlichen Verserzählung "Willehalm" von Wolfram von Eschenbach.
An der Seite ihres gleichnamigen Ehemannes Willehalm spielt sie eine der zentralen Rollen in diesem für die mittelhochdeutsche Epik bedeutenden Werk und fällt durch für das Mittelalter unkonventionelle Verhaltensweisen auf.
Willehalm, der christliche Protagonist, wird von dem heidnischen König Tybalt während eines Kampfes in Kriegsgefangenschaft genommen und nach Arabi verbracht, wo er Tybalts Frau Arabel kennenlernt und um sie wirbt. Arabel lässt sich von ihm zum christlichen Glauben bekehren, verliebt sich in ihn und flieht mit ihm zusammen. Sie lässt sich taufen und nimmt den Namen „Gyburc“ an. Willehalm besetzt Tybalts Land in der Provence und gründet dort seine Grafschaft Orange.
Tybalt zieht daraufhin mit seinem Schwiegervater und einem riesigen heidnischen Heer gegen Willehalm in den Krieg.
Was als Minnefehde um Gyburc beginnt, wächst sich im Verlauf der Handlung zu einem mächtigen Glaubenskrieg aus, in dem sich Gyburc mehrmals standhaft weigert, ihren neuen Glauben aufzugeben und vehement ihre Religion und ihre Liebe zu Willehalm verteidigt.
Besonders berühmt wurde ihre sogenannte „Toleranzrede“, die sie vor dem versammelten Fürstenrat hält, bevor Willehalm im Verbund mit den Fürsten in die zweite Schlacht gegen die Heiden zieht. Hierin appelliert sie an die Männer, im Falle eines Sieges über die Heiden diese gnädig zu behandeln, da auch Heiden Geschöpfe Gottes seien. Im Rahmen einer beeindruckenden Bibelexegese argumentiert sie gegen die verbreitete Meinung, man könne Heiden bedenkenlos töten, da sie ohnehin zu Höllenqualen verdammt seien.
Auch in zwei Gesprächen, die sie mit ihrem Vater Terramer führt, wird ihr großes Wissen und ihre Kompetenz in Religionsfragen sichtbar.
Dass sie als Frau den christlichen Part in einem Religionsgespräch einnimmt, ist in der mittelalterlichen Literatur in dieser Zeit ohne Parallele, normalerweise füllen diesen Part Theologen aus.
Auch dass sie als Frau am Fürstenrat teilnimmt und darüber hinaus aufsteht und eine Rede vor den Männern hält, ist für eine Frau damaliger Zeit ungewöhnlich.
Doch dies sind nicht die einzigen Situationen, in denen Wolfram von Eschenbach Gyburc mittelalterliche Konventionen brechen lässt: Während der Abwesenheit Willehalms (der den französischen König um Unterstützung im Kampf gegen die Heiden gewinnen will) verteidigt Gyburc in Rüstung und mit gezücktem Schwert die heimische Burg Glorjet in Orange gegen die Angriffe der Heiden.
Dieser Kampf mit dem Schwert ist aber eher ein Nebenaspekt ihrer Figur, ihre wahre Waffe ist ihr Wissen und ihr Glaube. Zentraler Aspekt ist, dass sie die verbale Auseinandersetzung mit den Heiden führt, während Willehalm die Kampfeshandlungen auf dem Schlachtfeld leitet.
Somit kommt ihr ein wichtiger Part im Gesamtwerk zu, dessen Bedeutung sogar mit dem Willehalms gleichzusetzen ist.

## Textausgabe
Wolfram von Eschenbach: Willehalm. 3., durchgesehene Auflage. Text der Ausgabe von Werner Schröder. Übersetzung, Vorwort und Register von Dieter Kartschoke. Berlin, New York 2003.